# Fernleitungsnetzbetreiber
Fernleitungsnetzbetreiber (FNB, engl. Transmission System Operator, kurz TSO) sind Dienstleistungsunternehmen, die die Infrastruktur der überregionalen Gasnetze zum Transport von Erdgas operativ betreiben, für bedarfsgerechte Instandhaltung und Dimensionierung sorgen und Gashändlern/-lieferanten diskriminierungsfrei Zugang zu diesen Netzen gewähren. Das Fernleitungsnetz ist an das engmaschigere Netz der Verteilnetzbetreiber (VNB) angeschlossen, die in der Regel die Versorgung der Endkunden gewährleisten.

## Staatliche Regulierung
Fernleitungsnetze stellen natürliche Monopole dar und deren Betreiber unterliegen im Allgemeinen staatlicher Aufsicht.
In Deutschland trat 2005 mit der zweiten Novelle des Energiewirtschaftsgesetz (EnWG) das Modell des „regulierten Netzzugangs“ in Kraft. Es ermächtigt die Bundesnetzagentur, Fernleitungsnetzbetreiber zu regulieren. Netzbetreiber müssen danach allen Gaslieferanten Zugang zu ihrem Leitungsnetz gewähren, wofür sie ein Entgelt erhalten. Der Ablauf des diskriminierungsfreien Zugriffs auf das Netz durch verschiedene Konkurrenten wird durch die Regulierung des Netzzugangs geregelt (Zugangsregulierung); hierbei wurde 2006 das sog. Entry-Exit-Modell eingeführt. Die Bundesnetzagentur überwacht zudem die Netzentgelte im Rahmen der Anreizregulierung (Entgeltregulierung).

## Unabhängige Transportnetzbetreiber
Mit den Vorgaben 3. EU-Binnenmarktpaketes, die mit der Novellierung des EnWG im November 2010 rechtlich gültig wurden und die bis spätestens März 2012 umzusetzen waren, kam es außerdem zu weitgehenden Entflechtungsauflagen, die die Umwandlung von integrierten Netzbetreibern zu so genannten „unabhängigen Transportnetzbetreibern“ (Independent Transmission Operator, ITO) erforderten. Dazu gehört auch die Anforderung, sich in Namen und Außenauftritt komplett von den Handelsaktivitäten der Konzernmütter abzugrenzen. Diese Bestimmungen führten in der Praxis in Deutschland zu zahlreichen Verkäufen der Netzbetreiber durch die integrierten Energiekonzerne (Verkauf von Open Grid Europe durch E.ON, Verkauf von Thyssengas durch RWE etc.).
In Österreich ist E-Control die Regulierungsbehörde für Fernleitungsnetzbetreiber.

## Netzbetreiber in Deutschland, Österreich und der Schweiz
In Deutschland existierten 2017 insgesamt 16 Fernleitungsnetzbetreiber:
- Gascade, GTG Nord (Tochter der EWE), Gasunie Deutschland, Nowega, Ontras (Tochter der VNG), Lubmin-Brandov Gastransport, OPAL Gastransport, Fluxys Deutschland, NEL Gastransport, bayernets, GRTgaz Deutschland, Open Grid Europe, terranets bw, Ferngas Netzgesellschaft mbH, Fluxys TENP und Thyssengas

Zum Oktober 2021 erfolgte in Deutschland die Marktgebietszusammenlegung. Im Zuge dessen wurden die beiden früheren Marktgebiete in ein einziges Marktgebiet Trading Hub Europe überführt, auf dem sämtliche Fernleitungsnetzbetreiber aktiv sind.
In Österreich sind die Gas Connect Austria sowie die TAG GmbH für den Betrieb der Fernleitungsnetze zuständig. Eigentümer der GCA sind der österreichische Stromerzeuger Verbund, der deutsche Allianz-Konzern und der italienische Pipeline-Betreiber Snam.
In der Schweiz ist es die Swissgas.

## Aktuelles
Die Fernleitungsnetzbetreiber haben am 12. Juli 2023 den Planungsstand für ein überregionales Wasserstoff-Kernnetz bis zum Jahr 2032 veröffentlicht.